# 弗兰肯行政圈

弗兰肯行政圈

弗兰肯行政圈（德语：Fränkischer Reichskreis）是1500年在神圣罗马帝国中心建立的帝国行政圈。它包括前弗兰肯部落公国的东部——大致相当于现在巴伐利亚的上弗兰肯行政区、中弗兰肯行政区、下弗兰肯行政区，而西边的莱茵弗兰肯属于上莱茵行政圈。“弗兰肯公爵”的头衔被维尔茨堡的主教们所要求。
早在中世纪，弗兰肯就与国王和帝国有着非常密切的联系。法兰克尼亚位于帝国的莱茵地区和波希米亚王国之间，包括前法兰克尼亚公国在内，长期以来一直是帝国的中心之一。
根据皇帝巴伐利亚的路易的命令，班贝格、维尔茨堡、艾希施泰特和富尔达与纽伦堡的霍亨索伦伯爵、亨内堡伯爵、卡斯特尔和霍恩洛厄，三个主教城市以及纽伦堡和罗滕堡首次建立和约联盟（Landfrieden）。但是这个联盟（弗兰肯和约联盟）并没有持续多久，不久它就解体了。
1500年7月2日，在奥格斯堡帝国议会中，德意志民族的神圣罗马帝国被划分为六个帝国行政圈。这些最初的行政圈最初是编号的，弗兰肯行政圈的编号是1。弗兰肯行政圈圈从法兰克萨勒河延伸到阿尔特米尔河，包括美因河的大部分上游和中游，大致相当于现代巴伐利亚的上、中、下弗兰肯行政区，但没有美因茨选侯国在阿沙芬堡附近领地的上斯蒂夫特。
使用弗兰肯这个名字，创造了一种内在统一的意识，并增强了团结和团结的感觉，然而这在政治或主权领域并不存在。